# Hkonmaing
Cette page contient des caractères spéciaux ou non latins. S’ils s’affichent mal (▯, ?, etc.), consultez la page d’aide Unicode.
Hkonmaing (birman : ခုံမှိုင်း, kʰòuɴ m̥áiɴ ; shan : Sao Khun Mong ; 1497 – 1545) fut l'un des derniers souverains du royaume d'Ava, en Haute-Birmanie (1542-1546). Saopha (prince) de l'état shan de Thibaw, il avait été le principal allié du roi Shwenankyawshin d'Ava durant ses vingt ans de guerre contre la confédération des états shans dirigée par Mohnyin. Après la chute d'Ava en 1527, il devint membre de la confédération et participa à son attaque contre la dynastie Taungû en 1542.
Hkonmaing fut élu au trône d'Ava en 1542 malgré l'opposition de l'état de Mohnyin. Sa tentative pour récupérer l'année suivante l'état vassal de Prome (Pyay) fut un échec. Le roi de Taungû Tabinshwehti s'empara de tout le territoire d'Ava jusqu'à Pagan. Hkonmaing mourut en 1546, et son fils Mobye Narapati lui succéda.

## Saopha de Thibaw
Avant de monter sur le trône d'Ava, Hkonmaing fut trente ans durant saopha de l'état Shan de Thibaw, avec pour capitale On Baung. Il avait pour vassaux les états shans de Yawnghwe (Nyaungshwe) et de Mong Pai (Mobye), couvrant une grande partie des collines shans orientales à l'ouest de la Salouen. 

### Allié d'Ava
Hkonmaing fut un allié indéfectible du roi Shwenankyawshin d'Ava, son thwethauk, frère de sang. Pendant plus de deux décennies, ils combattirent ensemble la confédération des États Shans conduite par Sawlon de Mohnyin et ses alliés. Lorsque Shwenankyawshin avait succédé à son père Minkhaung II sur le trône d'Ava en 1501, les anciens états vassaux de Mohnyin et Prome et son vassal formel Taungû avaient attaqué le royaume depuis le nord et le sud. Thibaw fut le seul état à lui venir en aide. En 1507, les forces de Thibaw furent refoulées par celles de Prome et Taungû, et en 1512 Mohnyin s'empara de 16 villages de Thibaw, dont Bhamo.
Au début des années 1920, Sawlon forma une confédération comprenant Mohnyin, Mogaung, Momeik et Bhamo, ainsi que Prome dans le sud, et envahit le royaume d'Ava des deux côtés à la fois. Hkonmaing, avec des troupes de Thibaw et de ses vassaux Yawnghwe et Mobye, affronta la confédération, sans pouvoir l'empêcher de mettre Ava à sac en 1524. Il dut fuir la ville en même temps que Shwenankyawshin, mais ils y revinrent après le départ des troupes de la confédération. En avril 1527, celle-ci assiégea à nouveau Ava. Au huitième jour du siège, Shwenankyawshin fut tué par un tir d'arme à feu sur son éléphant de guerre.
Le royaume d'Ava devint un état fantoche aux mains de la confédération, avec Thohanbwa, fils de Sawlon, comme « roi ».

### Membre de la confédération
Après cette défaite, Hkonmaing se retira à Hsipaw. Il conclut une trêve avec la confédération à une date mal déterminée. Il est probable que ce fut assez vite, dans la mesure où la confédération n'attaqua pas ses états après la chute d'Ava. La confédération elle-même se disloqua après la mort de Sawlon en 1533. Les saophas n'acceptèrent pas la demande de son fils Thohanbwa de lui succéder à la tête de la confédération. Il fallut attendre 1541 et l'attaque de la nouvelle dynastie Taungû contre Prome pour que Thohanbwa soit capable de la rassembler. Hkonmaing envoya des troupes de Hsipaw, mais l'armée de la confédération fut mise en déroute en 1542 par celle de Taungû, commandée par le général Bayinnaung.

## Roi d'Ava
Hkonmaing fut élu roi d'Ava en juin 1542, après l'assassinat de Thohanbwa par ses ministres. Le chef du complot, l'ancien premier ministre Yan Naung, avait refusé le trône, en dépit de l'allégeance promise par Hkonmaing. La Maison de Mohnyin, dont Thohanbwa était membre, refusa l'accession de Hkonmaing au trône. Sithu Kyawhtin, souverain de Salin et frère cadet de Thohanbwa, considérait que le trône devait lui revenir, puisque Mohnyin dirigeait depuis longtemps la confédération.
Néanmoins, avec la menace de Taungû toujours présente, Hkonmaing réussit à surmonter les vieilles haines pour assembler une nouvelle armée, comprenant Mohnyin, Momeik, Mone, Hsenwi, Bhamo, Hsipaw et Yawnghwe, avec laquelle il attaqua Prome (maintenant aux mains de la dynastie Taungû) en 1544. L'expédition fut un échec : le roi Tabinshwehti défit les Shans et poursuivit sur sa lancée jusqu'à Pagan (Bagan).
Hkonmaing mourut en 1545. Son fils et successeur, saopha de Mobye, monta sur le trône sous le nom de Narapati III. Sithu Kyawhtin, maintenant établi à Sagaing, se révolta contre lui, affaiblissant un peu plus le royaume, qui devint une proie facile pour la dynastie Taungû.